# Прері-дю-Сак (Вісконсин)
Прері-дю-Сак (англ. Prairie du Sac) — селище (англ. village) в США, в окрузі Сок штату Вісконсин. Населення — 1076 осіб (2020).

## Географія
Прері-дю-Сак розташоване за координатами 43°17′27″ пн. ш. 89°43′56″ зх. д. / 43.29083° пн. ш. 89.73222° зх. д. (43.290782, -89.732148).  За даними Бюро перепису населення США в 2010 році селище мало площу 4,29 км², з яких 4,02 км² — суходіл та 0,27 км² — водойми. В 2017 році площа становила 5,00 км², з яких 4,69 км² — суходіл та 0,31 км² — водойми.

## Демографія
Згідно з переписом 2010 року, у селищі мешкали 3972 особи в 1649 домогосподарствах у складі 1075 родин. Густота населення становила 926 осіб/км².  Було 1733 помешкання (404/км²).
Расовий склад населення:
| - 94,3 % — білих - 0,6 % — чорних або афроамериканців - 0,6 % — азіатів - 0,3 % — корінних американців - 2,7 % — осіб інших рас |

До двох чи більше рас належало 1,5 %. Частка іспаномовних становила 4,8 % від усіх жителів.
За віковим діапазоном населення розподілялося таким чином: 25,8 % — особи молодші 18 років, 61,2 % — особи у віці 18—64 років, 13,0 % — особи у віці 65 років та старші. Медіана віку мешканця становила 36,2 року. На 100 осіб жіночої статі у селищі припадало 93,7 чоловіків;  на 100 жінок у віці від 18 років та старших — 91,5 чоловіків також старших 18 років.
Середній дохід на одне домашнє господарство  становив 71 949 доларів США (медіана — 60 538), а середній дохід на одну сім'ю — 85 753 долари (медіана — 79 083). Медіана доходів становила 47 420 доларів для чоловіків та 50 422 долари для жінок. За межею бідності перебувало 5,7 % осіб, у тому числі 8,5 % дітей у віці до 18 років та 1,4 % осіб у віці 65 років та старших.
Цивільне працевлаштоване населення становило 2391 особа. Основні галузі зайнятості: освіта, охорона здоров'я та соціальна допомога — 26,7 %, виробництво — 12,9 %, науковці, спеціалісти, менеджери — 12,1 %.